# Juan Serqueira de Lima
Juan Serqueira de Lima (1655- Madrid  1726) fue un compositor, arpista y guitarrista de origen portugués perteneciente al barroco español. Fue uno de los compositores españoles más prestigiosos junto a Juan Hidalgo, Juan de Navas o Antonio Literes.

## Biografía
Se conoce muy poco de su formación musical o sus primeros años de ejercicio. Se sabe que en 1676, mientras trabajaba como músico para una compañía de actores en Coronada, tuvo que ir a Madrid con motivo de los autos sacramentales que se prepararon para el Corpus Christi.
A partir de esta fecha  el compositor permanecerá en Madrid actuando como arpista y director musical de los autos sacramentales anuales, en las comedias de los teatros públicos y en las obras dramáticas cortesanas (comedias, zarzuelas, semióperas y óperas). Su nombre aparece constantemente en los documentos relacionados con los teatros a finales del siglo XVII.
Trabajó como compositor para varias compañías entre las que destacan la de Miguel Vallejo (1679) y José del Prado (1711) para las que compuso sobre todo loas y bailes para teatro. También participó en las reposiciones de Ni amor se libra de amor (1679) y La púrpura de la rosa (1680), ambas de Calderón de la Barca con música de Juan Hidalgo.
Fechas señaladas de su carrera son el año 1682, en el cual puso música a los autos sacramentales del Corpus Christi en Madrid y en 1713 en el que compuso la música para Santa Cecilia interpretada por la compañía de Joseph Garcés en el Teatro Príncipe.
A pesar de que el talento de Serqueira fue muy valorado por los oficiales teatrales de Madrid, nunca recibió una pensión de la corte, aunque sí de los administradores de los teatros públicos durante sus últimos años. 
Se sabe poco de su vida personal. Una corta biografía publicada en Genealogía, origen y noticias de los comediantes aporta detalles sobre sus dos bodas, la primera con la actriz Theresa  Garay y la segunda con María de Prado, que sirvió en la corte. También se conoce de su aventura amorosa con la famosa actriz y cantante Bernarda Manuela de Grifona, de la que tenía un retrato en su casa. Por rezar el rosario delante de su imagen, fue encarcelado temporalmente por la Inquisición en 1691.

## Obra
Entre la música suya que pervive se encuentran:
- Canciones para los autos sacramentales, como Gedeón divino y humano, de 1687, con texto de Jacinto Yánez.
- Numerosas canciones para bailes y obras cortas como entremeses o sainetes cómicos, como el Herbolario soy señorespara el Baile del Herbolario y el Baile del Herbolario nuevo (ca.1685)
- Varias cantatas en el estilo de Literes de principios del siglo XVIII.
- Canciones para representaciones cortesanas.
- Música para la loa Decio y Eraclea un espectáculo con partes cantadas concebido como una ópera para recitar en música.
- Un Villancico de Epifanía, Morenita , moreno de amor